# Minolta Dynax 500si

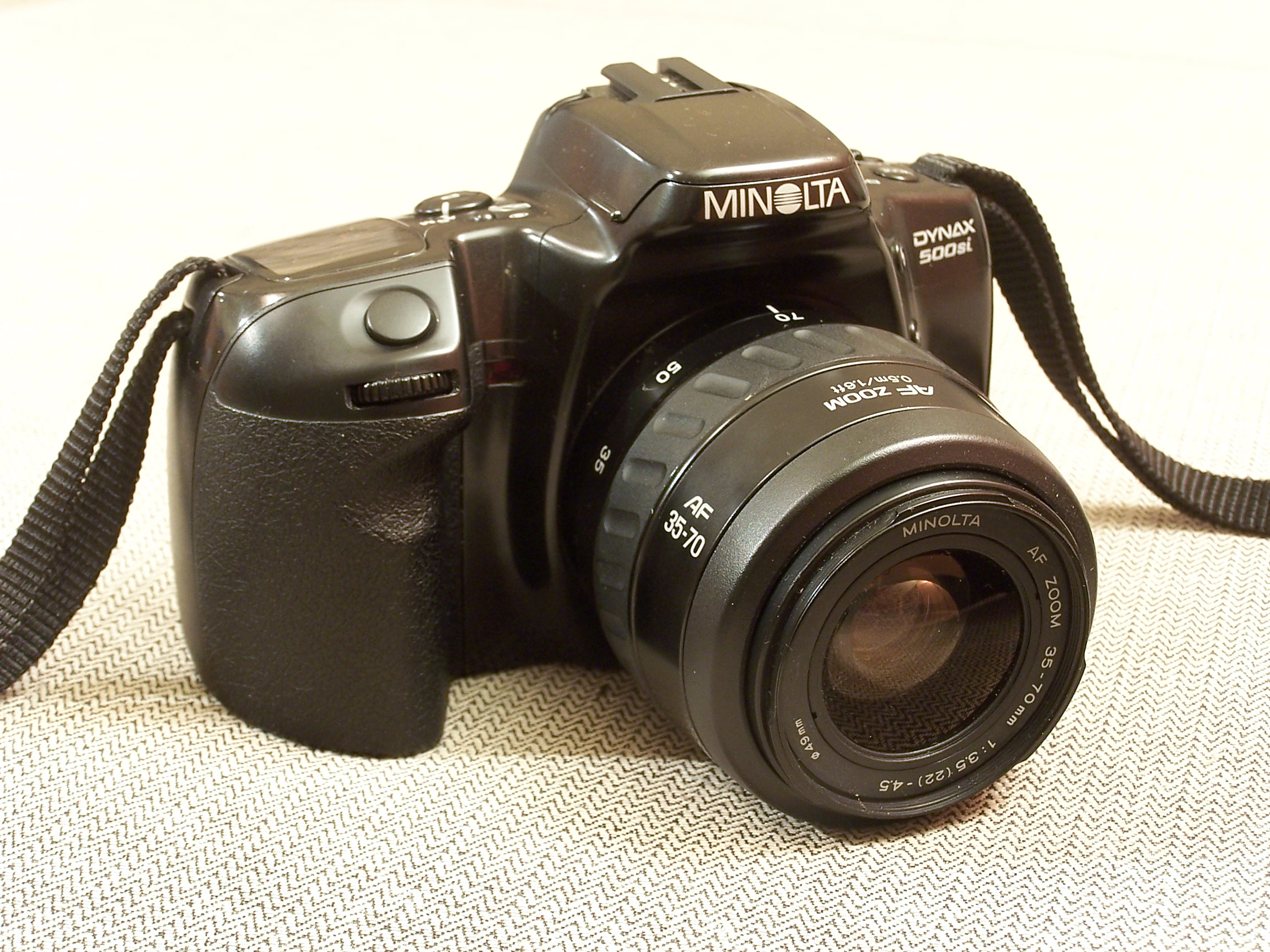
Dynax 500si mit AF 35-70mm Objektiv

Die Minolta Dynax 500si war neben der Dynax 500si Super die AF- (Autofocus) Einsteigerkamera aus der Dynax-Reihe des Hauses Minolta Mitte der 90er Jahre. Mit ihren unterschiedlichen Motiv- und Belichtungsprogrammen und Klappblitz schlug die 500si/500si Super den Bogen von der sehr viel einfacheren Dynax 300si (1995) bis zur semiprofessionellen Dynax 700si (1993), deren Funktionsumfang durch Speicherkarten und Vertikalgriff erweitert werden konnte.
Die Dynax 500si (1994) und das Nachfolgemodell Dynax 505si (1998) waren die einzigen Kameramodelle der Dynax Reihe, die durch eine Super-Ausführung, und bei der 500si Super (1995) durch die Mehrfachbelichtungsfunktion und ein Metallbajonett ergänzt wurden.